# Лубна Халид ал-Касими
Шеика Лубна бинт Халид ибн Султан ал-Касими (арапски: لبنى بنت خالد بن سلطان القاسمي; рођена 4. фебруара 1962) је политичарка из Уједињених Арапских Емирата и члан владајуће породице из Шарџе, као и братичина шеика Султана ибн Мухамеда ал-Касимија. Претходно је била државна министарка за толеранцију, државна министарка за међународну сарадњу и министарка економије и планирања Уједињених Арапских Емирата. Била је прва жена на министарској функцији у УАЕ.
Председница је Универзитета Зајед од 2014. године.

## Позадина
Шеика Лубна ал-Касими је рођена у Дубаију 4. фебруара 1962. године. Њен отац, Халид ибн Султан ал-Касими, био је владар Емирата Шарџа у УАЕ од 1965. до 1972. године. Њен ујак је Султан ибн Мухамед ал-Касими, емир Шарџе.
Завршила је средњу школу Ал-Захра у Шарџи и заузела је 9. место међу матурантима УАЕ на истом нивоу. Лубна је дипломирала на Државном универзитету у Калифорнији, са дипломом из рачунарских наука. Има мастер на Америчком универзитету у Шарџи. Лубна је добила почасни докторат наука на Државном универзитету Калифорније.
Вратила се у УАЕ да ради као програмер за софтверску компанију Датаматион 1981. године. Била је менаџер огранка у Дубаију за General Information Authority, организацију одговорну за аутоматизацију савезне владе Уједињених Арапских Емирата. Након ове позиције, радила је седам година у Управи за луке Дубаија (ДПА).
Као део реконструкције кабинета, премијер УАЕ, Мухамед бин Рашид ал-Мактум, најавио је да ће шеика Лубна преузети функцију министарке у новооснованом Министарству за толеранцију.

## Почасти и награде
Шеика Лубна је добитник бројних награда.
- ИТ жена године – Датаматик 2001. године[12]
- Почасни „пуковник Кентакија“ 2003. године[12]
- Америчка пословна награда – Амерички пословни савет Дубаија и Северних Емирата 2004. године[12]
- Награда за предузетништво – Дом лордова у Великој Британији 2004. године[12]
- Награда за арапску технологију, за изузетан допринос електронској трговини 2005. године[12]
- Интерна награда Premio Minerva – за изузетан допринос у политици и економији 2005. године[12]
- 36. најмоћнија жена на свету по Форбсу 2017. године[13]
- Награда за животно дело на азијском конгресу људских ресурса 2012. године[14]
- Почасна дама командант Најизврснијег ордена Британске империје 2013. године[15]